# Diego Mendivil
Diego Mendivil (født 20. august 1996) er en colombiansk fodboldspiller, som spiller for den danske 1. divisions klub Vejle Boldklub.